# كاتدرائية تورينو
كاتدرائية تورينو (الإيطالية: Duomo di Torino؛ Cattedrale di San Giovanni Battista، اللاتينية: Ecclesia Sancti Johannis Baptista)، هي كاتدرائية رومانية كاثوليكية تقع في مدينة تورينو شمال إيطاليا. وهي مكرسة للقديس يوحنا المعمدان (الإيطالية: San Giovanni Battista)، وتُعد مقرًا لرئيس أساقفة تورينو.

## التاريخ
تم بناء الكاتدرائية بين عامي 1491 و1498، بجوار برج جرس قائم تم بناؤه عام 1470. وقد بُنيت بأمر من دوق سافوي، شارل الأول، لتحل محل ثلاث كنائس قديمة كانت قائمة في الموقع ذاته.

## كنيسة الكفن المقدس
أُضيفت كنيسة الكفن المقدس (التي تحتوي اليوم على كفن تورينو) إلى الهيكل الأساسي للكاتدرائية في الفترة ما بين 1668 و1694، وقد صمّمها المهندس غوارينو غواريني بأسلوب الباروك المعماري.
وقد تعرضت الكنيسة لأضرار جسيمة جراء حريق في عام 1997، وتمت إعادة افتتاحها بعد أعمال ترميم استمرت عقدين في عام 2018.

## العمارة
تُعد الكاتدرائية مثالًا نموذجيًا للعمارة النهضوية الإيطالية، مع واجهة رخامية بيضاء ونوافذ مقوسة وقبة مهيبة. وتمثل كنيسة الكفن تصميمًا باروكيًا معقّدًا يعتمد على الإضاءة الهندسية والزخرفة الرمزية.